# Poeoptera
Poeoptera és un gènere d'ocells de la família dels estúrnids (Sturnidae).

## Llistat d'espècies
Segons la classificació del Congrés Ornitològic Internacional (versió 12.2, 2022) aquest gènere conté 5 espècies:
- Poeoptera stuhlmanni - estornell de Stuhlmann.
- Poeoptera kenricki - estornell de Kenrick.
- Poeoptera lugubris - estornell cuaestret.
- Poeoptera sharpii - estornell de Sharpe.
- Poeoptera femoralis - estornell d'Abbott.